# Gemma Whelan
Gemma Elizabeth Whelan (Leeds, 23 aprile 1981) è un'attrice e comica britannica.
Attrice inglese molto attiva nella televisione e nel teatro, è nota principalmente per il suo ruolo di Yara Greyjoy nella serie televisiva Il Trono di Spade.
Nel 2010 è stata premiata con il Funny Woman Variety Award nella categoria stand-up comedy.

## Filmografia

### Cinema
- Wolfman (The Wolfman), regia di Joe Johnston (2010)
- I fantastici viaggi di Gulliver (Gulliver's Travels), regia di Rob Letterman (2010)
- Prevenge, regia di Alice Lowe (2016)
- Emma., regia di Autumn de Wilde (2020)

### Televisione
- Una storia in 10 minuti (10 Minute Tales) – serie TV, 1 episodio (2009)
- The Persuasionists – serie TV, 2 episodi (2010)
- Threesome – serie TV, 1 episodio (2011)
- Ruddy Hell! It's Harry and Paul – serie TV, 1 episodio (2012)
- Il Trono di Spade (Game of Thrones) – serie TV, 12 episodi (2012-2014, 2016-2019)
- The Day They Came to Suck Out Our Brains! – miniserie TV, 1 puntata (2013)
- Claudia O'Doherty Comedy Blaps – miniserie TV, 3 puntate (2013)
- Badults – serie TV, 1 episodio (2014)
- Almost Royal – serie TV, 13 episodi (2014-2016)
- Siblings – miniserie TV, 1 puntata (2014)
- Mapp & Lucia – miniserie TV, 3 puntate (2014)
- Asylum – miniserie TV, 1 puntata (2015)
- The Art of Foley – miniserie TV, 3 puntate (2015)
- Uncle – serie TV, 5 episodi (2015-2017)
- Murder in Successville – serie TV, 1 episodio (2015)
- Not Safe for Work – serie TV, 1 episodio (2015)
- Comedy Playhouse – serie TV, 1 episodio (2016)
- Upstart Crow – serie TV, 6 episodi (2016)
- Hetty Feather – serie TV, 9 episodi (2016)
- Morgana Robinson's the Agency – serie TV, 7 episodi (2016)
- The Moorside – miniserie TV, 2 puntate (2017)
- Queers – miniserie TV, 1 puntata (2017)
- The Crown – serie TV, 1 episodio (2017)
- The End of the F***ing World – serie TV (2017)
- Gentleman Jack - Nessuna mi ha mai detto di no (Gentleman Jack) – serie TV, 16 episodi (2019-2022)
- White House Farm – miniserie TV, 6 puntate (2020)
- Killing Eve – serie TV, 8 episodi (2020)
- The Tower – serie TV, 11 episodi (2021-2024)
- Inside No. 9 – serie TV, episodi 6x01-9x06 (2021-2024)
- DI Ray – serie TV, 10 episodi (2022-2024)
- Cristóbal Balenciaga, regia di Aitor Arregi, Jon Garaño e Jose Mari Goenaga – miniserie TV (2024)
- Funny Woman - Una reginetta in TV (Funny Woman) – serie TV, episodi 2x03-2x04 (2024)

## Doppiatrici italiane
Nelle versioni in italiano, Gemma Whelan è stata doppiata da:
- Perla Liberatori ne Il Trono di Spade, Emma., Gentleman Jack - Nessuna mi ha mai detto di no